# Apple A10
Az Apple A10 Fusion az Apple Inc. által tervezett 64 bites, ARM-alapú egylapkás rendszer (SoC), amelyet a TSMC gyártott. Ez a csip először az iPhone 7 és 7 Plus készülékeken jelent meg, amelyeket 2016. szeptember 7-én mutattak be, ezenkívül a hatodik generációs iPad, a hetedik generációs iPad, és a hetedik generációs iPod Touch készülékekben alkalmazták. Az A10 az első Apple-tervezésű négymagos SoC, amelyet két nagy teljesítményű mag és két ún. „energiahatékony” – azaz energiatakarékos mag alkot. Az Apple állítása szerint ez az összeállítás 40%-kal nagyobb CPU-teljesítményt és 50%-kal nagyobb grafikus teljesítményt nyújt elődjéhez, az Apple A9-hez képest. Az Apple T2 csip szintén az A10-en alapul. 2022. május 10-én az iPod Touch 7. generáció forgalmazását megszüntették, ezzel az A10 Fusion csipek gyártása véget ért. A iPhone 7 és 7 Plus legutolsó szoftverfrissítése, beleértve az ugyanezt a csipet használó iPod Touch 7. generáció változatait is, a 2023. szeptember 11-én kibocsátott iOS 15.8 változat volt, mivel ezek az iOS 16 2022-es kiadásával megszűntek, míg a szintén ezt a csipet használó iPad változatok (6. és 7. generáció) továbbra is támogatottak.

## Tervezés
Az A10 (belső nevén T8010) a TSMC 16 nm-es FinFET folyamatával készült, és 3,28 milliárd tranzisztort tartalmaz (beleértve a GPU-t és a gyorsítótárakat is), egy 125 mm2 méretű lapkán. Két Apple által tervezett 64 bites 2,34 GHz-es ARMv8-A Hurricane nevű magot tartalmaz, egyenként 4,18 mm2 méretben. Ez volt az első Apple által gyártott négymagos egylapkás rendszer (SoC), két nagy teljesítményű maggal rendelkezik, melyeket olyan viszonylag nagyobb teljesítményt igénylő feladatokra terveztek, mint a játékok, emellett két energiahatékony magot is tartalmaz, ezek Apple-tervezésű 64 bites, 1,05 GHz-es Zephyr kódnevű magok, melyek mérete 0,78 mm2, normál feladatokhoz, az ARM big.LITTLE technológiához hasonló konfigurációban.
A big.LITTLE legtöbb megvalósításával, mint amilyen a Snapdragon 820 vagy az Exynos 8890 – ellentétben, ebben a csipben egyszerre csak a magok egy típusa lehet aktív, vagy a nagy teljesítményű, vagy a kis fogyasztású magok, de egyszerre a kettő nem. Az A10 Fusion rendszer ezáltal a szoftverek és a benchmarkok számára egy kétmagos csipnek tűnik. Az Apple állítása szerint a nagy teljesítményű magok 40%-kal gyorsabbak, mint az Apple előző A9 processzora, és a két nagy hatékonyságú (E) mag fogyasztása 20%-a a nagy teljesítményű Hurricane magok fogyasztásának; ezek egyszerű feladatokban, például e-mailek ellenőrzése során aktívak. Egy új teljesítményvezérlő valós időben dönti el, hogy egy adott feladathoz melyik mag-párosnak kell futnia, hogy optimalizálja a teljesítményt vagy az akkumulátorkapacitást. Az A10-nek van egy 64 KiB méretű L1 gyorsítótára az adatok, és szintén 64 KiB az utasítások számára, egy 3 MiB-os osztott L2 gyorsítótára amelyet mindkét mag használ, és egy 4 MiB-os L3 gyorsítótára, amely a teljes egylapkás rendszert (SoC-t) kiszolgálja.
Az A10 csipbe épített új, 6 magos 900 MHz-en futó GPU 50%-kal gyorsabb, miközben fogyasztása elődjének, az A9-esnek 66%-a. További elemzések azt mutatták, hogy az Apple megtartotta az Apple A9-ben használt GT7600-at, de a PowerVR alapú GPU egyes részeit saját tervezésű elemekkel váltotta fel. A jelek szerint ezek a változtatások alacsonyabb, fél pontosságú lebegőpontos számokat használnak, ami nagyobb teljesítményt és alacsonyabb energiafogyasztást tesz lehetővé.
Az A10-ben egy beágyazott M10-es mozgásfeldolgozó társprocesszor található. Az A10 egy új képfeldolgozó processzort is tartalmaz, mely az Apple szerint kétszer akkora adatátviteli sebességgel rendelkezik, mint a korábbi képfeldolgozó processzor.
Az A10 támogatja a HEVC és a H.264 videokodek kódolását, továbbá támogatja a HEVC, H.264, MPEG-4 Part 2, és Motion JPEG dekódolását.
Az A10 a TSMC új InFO tokozásával készül, amely csökkenti a tokozott csomag magasságát. A tokban a processzorok mellett négy LPDDR4 RAM csip is található, amelyek 2 GiB RAM-ot integrálnak az iPhone 7, a 6. generációs iPad és a 7. generációs iPod touch készülékekben, vagy 3 GiB-ot az iPhone 7 Plus és a 7. generációs iPad készülékekben.

## Az Apple A10 Fusiont tartalmazó eszközök
- iPhone 7 és 7 Plus
- iPad (6. generáció) és iPad (7. generáció)
- iPod Touch (7. generáció)

## Képek

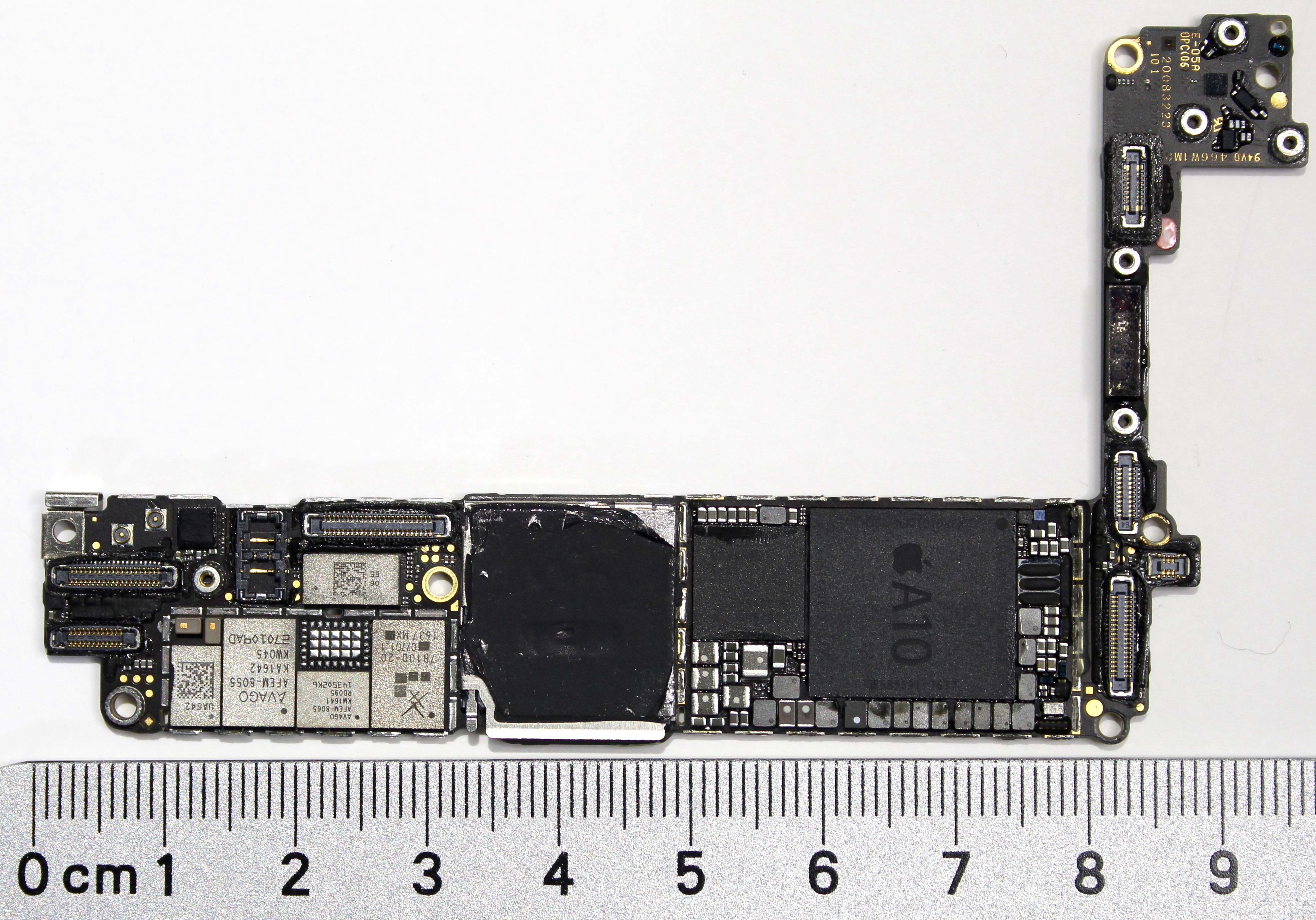
Apple A10 SoC az iPhone 7 fő áramköri lapján

## Fordítás
Ez a szócikk részben vagy egészben  az   Apple A10 című angol Wikipédia-szócikk ezen változatának fordításán alapul.  Az eredeti cikk szerkesztőit annak laptörténete sorolja fel. Ez a jelzés csupán a megfogalmazás eredetét és a szerzői jogokat jelzi, nem szolgál a cikkben szereplő információk forrásmegjelöléseként.